# 張邈
張 邈（ちょう ばく、? - 興平2年（195年））は、中国後漢末期の政治家。字は孟卓。兗州東平郡寿張県（山東省泰安市東平県）の人。弟は張超。『三国志』では「呂布伝」に付伝されている。

## 生涯
「董卓伝」の引く『漢末名士録』や『後漢書』の「党錮伝」によると、漢の八厨の一人であったとある。若い頃から男伊達で気前がよく、困っている者を救うための散財を惜しまなかった。曹操や袁紹と親友のように仲が良く、
頭脳の明晰さと徳行で官界において知られるようになった。また三公の府から招聘を受け、成績優秀という評価を受けた。騎都尉を務めた後は、董卓の名士優遇策の一環として、陳留太守に任命された（「董卓伝」）。
袁紹を盟主として反董卓連合が結成された時、張邈は曹操らと共に参戦した。
張邈は弟や曹操、それに劉岱・袁遺・橋瑁・鮑信と共に酸棗に駐屯したが、大半の諸侯が酒宴ばかりで戦をしようとしなかった。
曹操が戦をするよう呼び掛けると（武帝紀）、張邈は鮑信と共に曹操の求めに応じ、部下の衛茲を曹操に同行させた。しかし、曹操達は董卓軍の徐栄に大敗し、衛茲を戦死させてしまった。また、酸棗の軍勢も兵糧が尽きたため解散となった（「後漢書』）。
これ以前、袁紹は董卓を討つべく集まった諸侯に対し、驕った振舞いを見せた事があった。張邈は袁紹に、己の振る舞いを改めるよう諫めたが、逆に袁紹の怒りを買って殺されそうになった。この時は、曹操が袁紹に取り成したため、危うく難を逃れている。張邈はこの事を知ると、曹操に対し恩義を感じるようになったという。
長安で勃発した政変の結果、呂布は董卓の部下である李傕達に敗れて落ち延び、袁紹の下に身を寄せた。しかしそこで諍いを起こしたため、呂布は袁紹の下からも立ち去ることになった。その後、張邈は呂布と親交を結ぶようになったため、それが原因で袁紹から不興を買うことにつながってしまう。張邈は「いつか、曹操が袁紹との友情を優先して、自分を殺すのではないか」と、曹操に疑念を抱くようになったという。一方の呂布は張楊の下に身を寄せた。
興平元年（194年）、再び曹操は徐州の陶謙を攻めるため本拠を留守にした。この時、張邈は曹操軍の陳宮から「今こそ曹操の領地を奪う好機」と唆され、また曹操と不仲だった弟にも諭されたため、彼らと結託して呂布を迎え入れ、曹操に対し反乱を起こした。

張邈と呂布は、短期間で曹操の本拠地である兗州の大半を占領した。また、急報を聞きつけ引き返して来た曹操軍を、返り討ちにする事にも成功した。しかし、荀彧･程昱･夏侯惇・棗祗らが守る3城だけは落とせず、曹操の勢力にとどめを刺す事が出来なかった。その後、飢饉が発生したため、両者の争いは一時的に中断された。
翌2年（195年）には、勢いを盛り返した曹操に敗れ、兗州から撤退。呂布や陳宮らは、陶謙から徐州を譲り受けていた劉備を頼って落ち延びた。張邈は、陳留に居た弟らと分断されていたため、陳留の一族を救出しようと袁術に援軍を求めに向かったが、部下の裏切りに遭い殺されてしまった。前後して陳留は陥落し、張超など張邈の遺族は、曹操の追及を逃れて雍丘に移った。因みにこの頃、既に曹操が長安の天子から正式な兗州牧に任命されていたため（武帝紀）、張邈たちは賊の立場に追い込まれていた。
翌建安元年（196年）、ついに雍丘は曹操軍の攻撃によって陥落。張超が焼身自殺し、張邈の三族（父母・兄弟・実子と養子）は曹操によって皆殺しの刑に処せられた。
小説『三国志演義』でも、若干の脚色を除いては、ほぼ同様の描写がなされている。